# Egretta tricolor
La garceta tricolor o garceta de Luisiana (Egretta tricolor) es una especie de ave pelecaniforme de la familia Ardeidae.  Se encuentra en los ríos y humedales de los estados sureños de Estados Unidos y por toda Centroamérica, hasta Brasil y Perú.

## Subespecies
Se conocen 2 subespecies de Egretta tricolor:
- Egretta tricolor ruficollis Gosse, 1847 - de Estados Unidos a Colombia, NW Venezuela e Indias Occidentales.
- Egretta tricolor tricolor (Statius Muller, 1776)  - del NE Venezuela y Guayanas al S Perú y NE Brasil; Trinidad.

## Galería

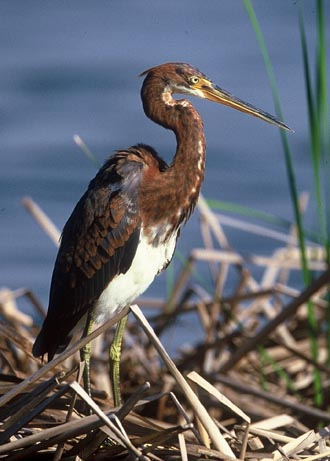
Juvenil
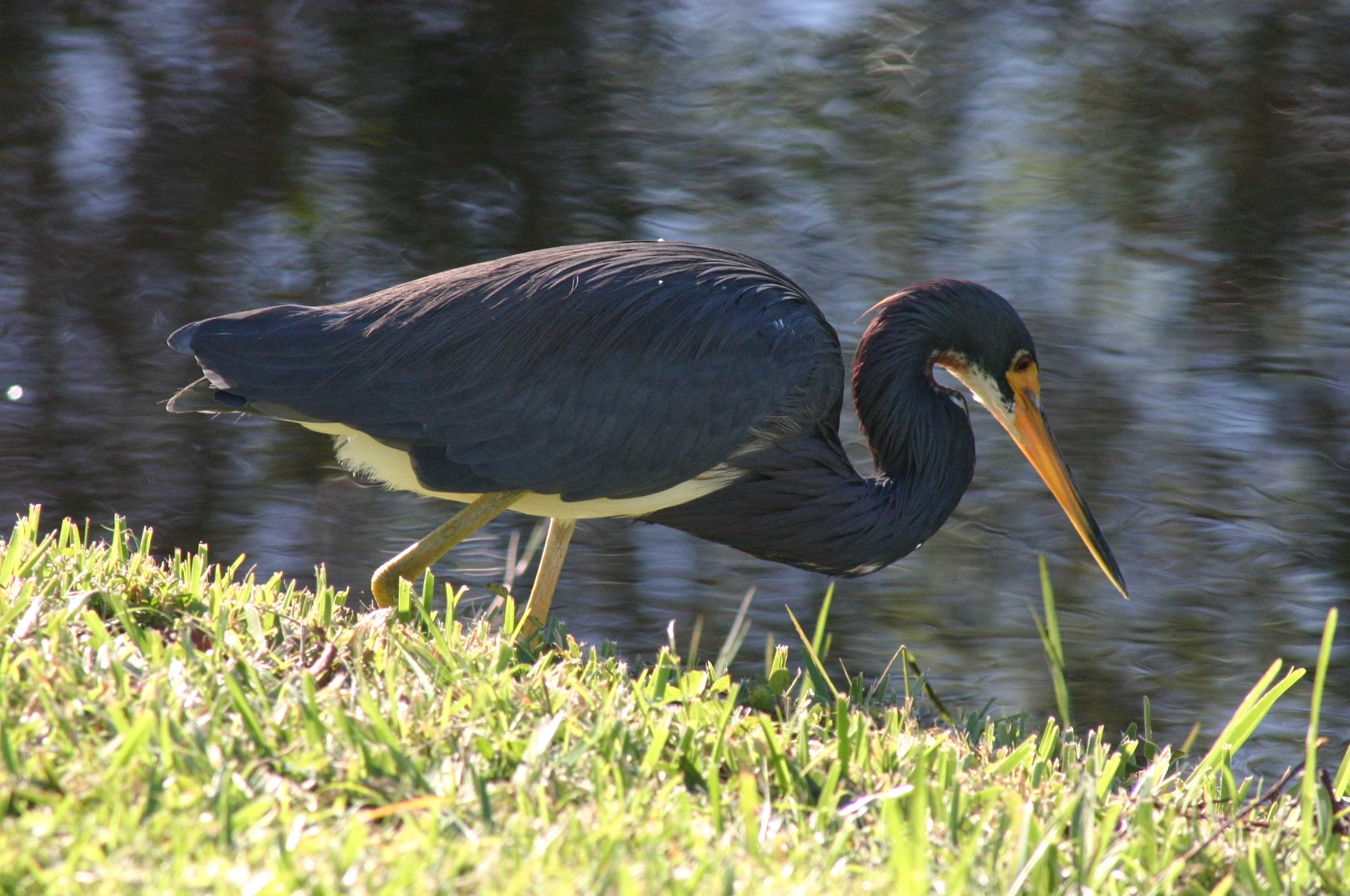
Adulto
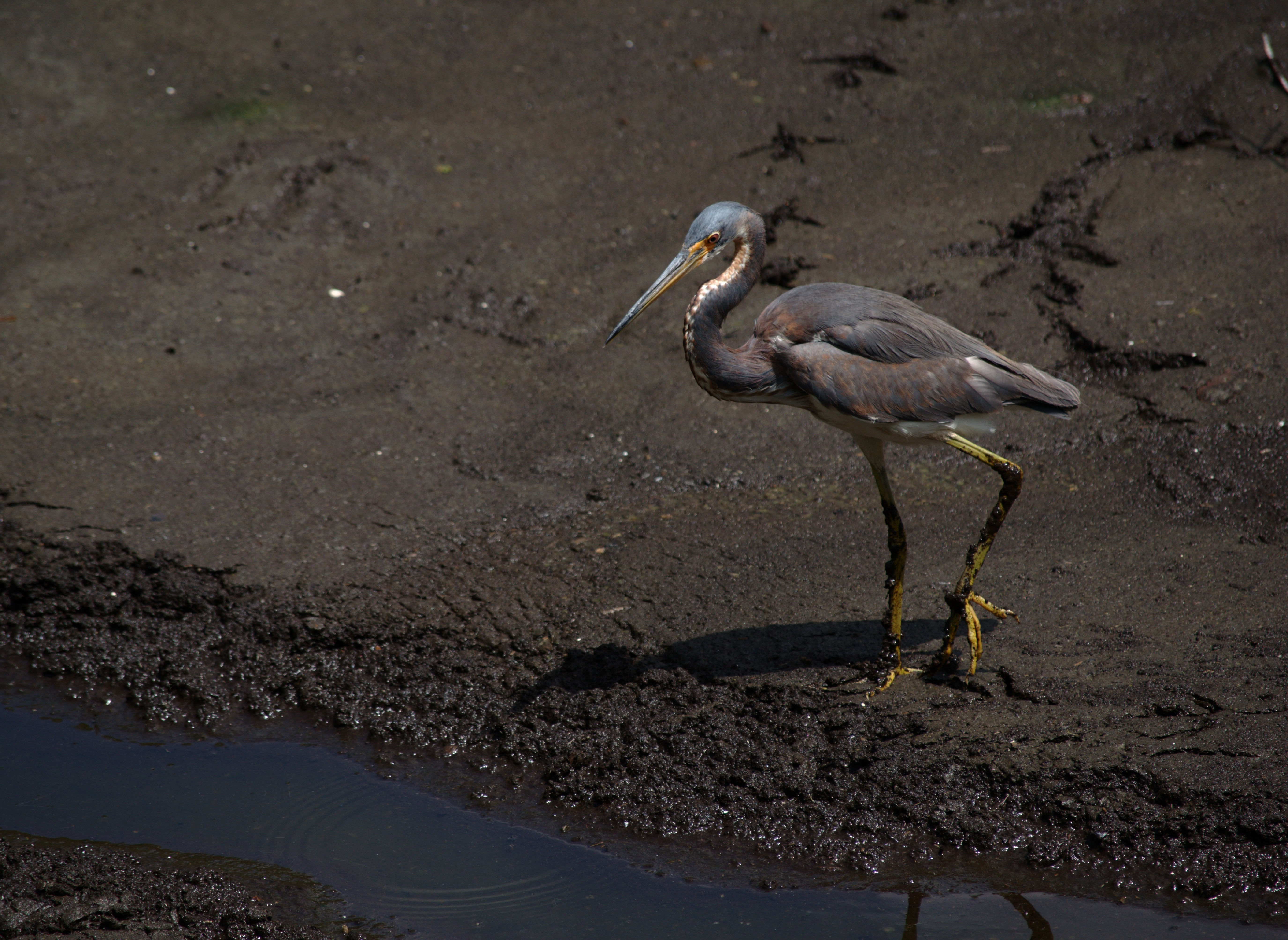